# Karim Sadiq
Karim Khan Sadiq (Pasjtoe: كريم خان صادق, Nangarhar, 28 februari 1984) is een Afghaans cricketspeler. Hij won tijdens het Aziatisch kampioenschap cricket met zijn team een zilveren medaille. Momenteel speelt Sadiq bij de Afghaanse Cheetahs.